# 格施萬特
格施萬特是奥地利上奥地利州格蒙登县的一个市镇。总面积16.78平方公里，总人口2501人，人口密度149.0人/平方公里（2005年）。